# コシナガ
コシナガ（腰長、学名：Thunnus tonggol）は、スズキ目サバ科マグロ属に分類される魚類の1種である。英名はlongtail tuna、またはnorthern bluefin tuna。

## 特徴
コシナガは以下のような特徴を持つ：
- 体長は最大で145cmに達し、体重は最大で35.9kgになる[3]。
- 体は紡錘形で、他のマグロ類（クロマグロ、タイセイヨウクロマグロ）と比べてやや細長く、胸びれが短い[4][5]。
- 背中側は濃い青色で、腹部は銀白色。
- 第2背鰭と臀鰭は黄色がかっている。
- 尾鰭は三日月型で、その付け根が細長いことが名前の由来となっている。

## 生態
コシナガの生態的特徴は以下の通り：
- 熱帯から亜熱帯のインド洋と西太平洋（日本では富山県から九州西岸の日本海､相模湾以南の太平洋､琉球列島）に広く分布する。
- 沿岸域から外洋域まで生息し、水深50m以浅を好む。
- 小型の魚類やイカ、甲殻類を捕食する。
- 他のマグロ類と比べて成長が遅く、寿命が長い。

## 漁業
コシナガは以下のような漁業的価値がある：
- 商業的に重要な漁業資源として知られている。
- 主にまき網や延縄、竿釣りなどで漁獲される。
- 刺身や缶詰など、様々な形で食用に供される。

### 種の保全状況評価
国際自然保護連合（IUCN）により、レッドリストの情報不足（DD）の指定を受けている。成長が遅く寿命が長いため、乱獲に対して脆弱である可能性が指摘されている。